# Calle Exequiel Fernández
Exequiel Fernández es una calle ubicada en las comunas de Ñuñoa, Macul y La Florida, en la ciudad de Santiago de Chile.

## Historia
La calle originalmente se extendía desde la Avenida Irarrázaval hasta la Avenida Quilín (en las comunas de Ñuñoa y Macul), después de esta intersección la calle tomaba el nombre de Camino a La Obra, la cual terminaba en seco en la altura actual de Calle 9, en la comuna de Macul.

## Descripción General

### Toponimia
El nombre de la calle recuerda a Exequiel Fernández Iñiguez (1850-1933), militante del partido radical y secretario de la intendencia de Ñuble (1898)Presidente de la Agrupación de Canalistas de Temuco (1902) y se desempeñó en varios roles dentro de su colectividad política.
Diputado por Collipulli y Mariluán (1915-1918); figuró en la comisión permanente de Guerra y Marina.
la chacra Lo Infante (En la entonces rural comuna de Ñuñoa), de propiedad de José Miguel Infante, fue vendida a Exequiel Fernández y luego subdividida para abrir nuevas calles (posiblemente entre ellas la actual calle Exequiel Fernández) y lotear el sector.

### Recorrido
Está pavimentada. El primer tramo entre Irarrázaval y la calle Dublé Almeyda cuenta con tres carriles, sin embargo, antes de llegar al cruce con Dublé Almeyda, el tamaño de la calle disminuye y baja a solo dos carriles con dirección al sur, este tramo se mantiene hasta llegar al final del primer segmento en la calle Los Alerces.
Una vez llega a Los Alerces, el primer segmento se corta y vuelve a retomar su marcha en un tramo aparte. Este cuenta con el mismo tamaño que el anterior (Dos carriles), pero ahora cada uno va en dirección contraria, una vez llega a la calle Quinchamalí (ya para este punto en la comuna de Macul) obtiene un carril extra, este en dirección sur, por lo que esta vez contiene dos carriles en dirección sur y uno en dirección norte.
Después de intersecarse con la Avenida Escuela Agrícola, la calle aumenta y cuenta con 4 carriles, cada lado en dirección opuesta. Después del cruce con Monseñor Carlos Casanueva, Exequiel Fernández adquiere un pequeño parque al medio, que separa los carriles de cada lado, este formato continua hasta su final, sin embargo, la calle aumenta cada vez más de tamaño hasta su final. La calle Exequiel Fernández pasa en su mayoría por sectores residenciales de Ñuñoa, Macul y La Florida.

## Extremos

### Norte
Después de atravesar la Avenida Irarrázaval, su nombre cambia a Suecia, esta calle pasa por las comunas de Ñuñoa y Providencia y termina en la Avenida Santa María, comuna de Providencia. Después le sigue una pequeña calle llamada El Gobernador, la cual termina definitivamente su trayecto en la calle Los Conquistadores.

### Sur
La calle Exequiel Fernández termina en el primer tramo de una calle llamada Mirador Azul, estas dos calles se combinan en una sola, recibiendo el último nombre anterior (comuna de La Florida), esta calle termina en la Avenida Punta Arenas.

## Transporte

### Metro
La calle Exequiel Fernández no cuenta con ninguna estación de Metro, sin embargo, tiene algunas estaciones cercanas, las cuales incluyen:
- Estación Chile España (Línea 3)[8]
- Estación Ñuñoa (Línea 3 y 6)[9][10]
- Estación Estadio Nacional (Línea 6)[11]
- Estación Mirador (Línea 5)[12]

El 1 de junio de 2018, en la cuenta pública del segundo gobierno de Sebastián Piñera, fue anunciada la nueva Línea 8 del Metro de Santiago, la cual tendrá estaciones cerca de esta calle y que será inaugurada en 2030.

## Hitos

### Intersecciones Importantes
Se interseca con algunas vías importantes de la ciudad de Santiago:
- Avenida Irarrázaval (En su inicio)
- Dublé Almeyda
- José Domingo Cañas
- Eduardo Castillo Velasco
- Avenida Grecia
- Avenida Rodrigo de Araya
- Avenida Quilín
- Avenida Escuela Agrícola
- Avenida Monseñor Carlos Casanueva
- Benito Rebolledo
- Avenida Departamental
- Mirador Azul